# こびっちょの子供は
「こびっちょの子供は」（原題: What Are Little Boys Made Of?）は、19世紀初めに作られた童謡である。ラウド・フォークソング・インデックス番号は821である。邦題は他に「男の子は何でできてるの?」、「おとこのこって なんでできてる」など。
作者は不明であるが、後述するようにイングランドの詩人ロバート・サウジー（1774年 - 1843年）によるものではないかとも言われている。

## 歌詞
以下が代表的な現代版の歌詞である。
What are little boys made of?

What are little boys made of?

  Snips, snails

  And puppy-dogs' tails

That's what little boys are made of

What are little girls made of?

What are little girls made of?

  Sugar and spice

  And everything nice [or "all things nice"]

That's what little girls are made of
詞には多くの異型が見られる。例えば、男の子は「snips（ものを切るのに使う金属の小片）」ではなく、「snaps（金属の小片）」や「frogs（カエル）」、「snakes（ヘビ）」、「slugs（ナメクジ）」で出来ている、と説明される。

### 日本語訳詞
こびっちょの男の子はなんでつくる、なんでつくる。

こびっちょの男の子はなんでつくる。

　かわずとででむしとこいぬのしっぽでつくられた。

　それそれ、こびっちょの男の子がつくられた。

かわいい女の子はなんでつくる、なんでつくる。

かわいい女の子はなんでつくる。

おさとうに薬味に、あまいものずくめ。

　それそれ、かわいい女の子がつくられた。

（北原白秋 訳詞）

## 起源
知られている最も古い詞では、男の子の1つ目の成分は「snips」か「snigs」のいずれかであり 、後者は小さなウナギを指すカンブリア方言の語である。
詞は「What Folks Are Made Of」や「What All the World Is Made Of」と呼ばれる、より長い作品の一部として現われることがある。その他のスタンザでは、赤ちゃん、若い男性、若い女性、水夫、兵隊、看護師、父親、母親、おじいさん、おばあさん、そしてあらゆる人々が何で出来ているかが説明される。アイオナ・オーピーとピーター・オーピーによれば、これはイングランドの詩人ロバート・サウジーによる原稿に初めて登場した。サウジーは下記の2つのスタンザ以外にいくつかのスタンザを追加した。サウジーの作品や論文ではどこにも言及されていないものの、サウジーによるものであると一般的に認められている。
以下はサウジーによるものとされる版での関連部分である。
What are little boys made of

What are little boys made of

Snips & snails & puppy dogs tails

And such are little boys made of.

What are little girls made of

What are little girls made of

Sugar & spice & all things nice

And such are little girls made of.

## 引用
「Sugar, Spice and everything nice」（"お砂糖、スパイス、ステキなものをいっぱい"）は『パワーパフガールズ』のオープニングに出てくる。